# Școala de Arte și Meserii din Ploiești
Școala de Arte și Meserii din Ploiești este un monument istoric aflat pe teritoriul municipiului Ploiești.